# AKB48
AKB48 (skrót od Akihabara48) – japońska grupa idolek stworzona przez Yasushiego Akimoto. Grupa posiada swój własny teatr, znajdujący się na ósmym piętrze sklepu Don Quijote w tokijskiej dzielnicy Akihabara. W skład grupy wchodzi ponad 130 członkiń w wieku od kilkunastu do dwudziestu kilku lat. Producent AKB48, Yasushi Akimoto, chciał utworzyć grupę dziewcząt z ich własnym teatrem (w przeciwieństwie do grup popowych wykonujących sporadyczne koncerty i oglądanych w telewizji), które by występowały codziennie i widzowie mogli zawsze zobaczyć je na żywo. Koncepcja „idolek, które możesz spotkać” obejmuje podział na zespoły, które mogą występować na zmianę i jednocześnie w kilku miejscach oraz specjalnych eventach, podczas których fani mogą osobiście spotkać się z członkiniami grupy. Członkinie pierwszej generacji zostały ogłoszone w październiku 2005, zadebiutowały 8 grudnia 2005. Ich debiutancka piosenka, Sakura no hanabiratachi została wydana 1 lutego 2006. Obecnie mają podpisany kontrakt z wytwórnią King Records.
Grupa jest jedną z najlepiej zarabiających w branży muzycznej w Japonii. W 2013 roku osiągnęła sprzedaż w wysokości ponad 132,5 mld jenów oraz została scharakteryzowana jako zjawisko społeczne. Grupa sprzedała ponad 51 milionów płyt (stan na wrzesień 2017), w tym ponad 40 milionów singli. Wszystkie single AKB48, od „Sakura no shiori”, znalazły się na szczycie listy Oricon Weekly Singles Chart, a trzydzieści dwa sprzedały się w liczbie ponad miliona egzemplarzy. Ich najlepiej sprzedający się singel, „Teacher Teacher”, sprzedał się w 2018 roku w liczbie ponad 2,9 miliona egzemplarzy według Billboard/SoundScan.

## Historia

Logo AKB48

### 2005–2006: Powstanie i niezależne wydawnictwa

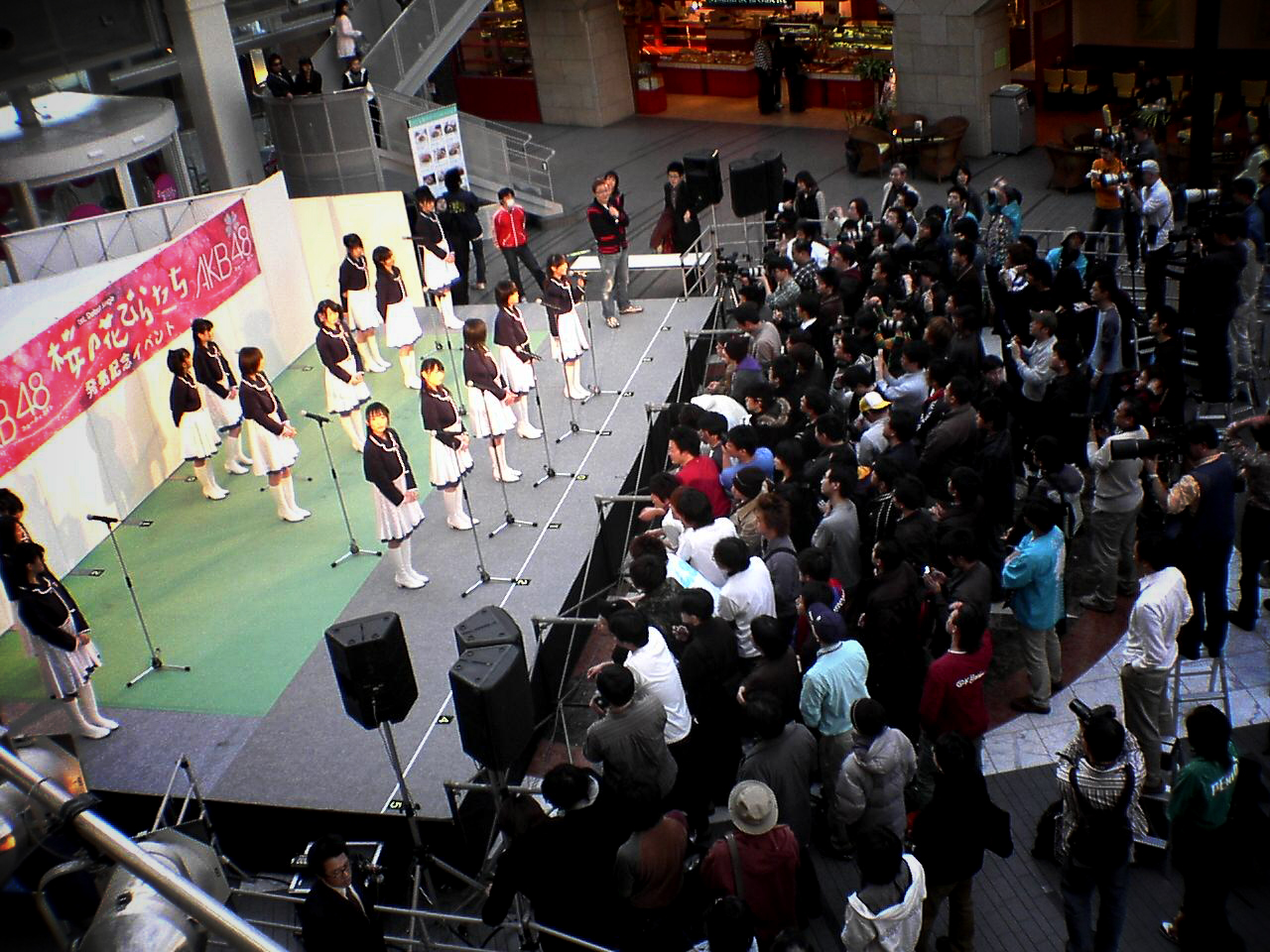
AKB48 szykujące się do występu, 26 marca 2006

W lipcu 2005 roku Yasushi Akimoto zorganizował przesłuchanie w celu wyłonienia grupy idolek, które miały by występować we własnym teatrze. Z 7924 dziewczyn 24 przeszły przesłuchanie końcowe tworząc grupę pierwszej generacji. 8 grudnia odbyło się wielkie otwarcie AKB48 Theater, podczas którego 20 członkiń zespołu zadebiutowało jako Team A występując dla 72 osób. 22 stycznia 2006 roku przez rosnącą popularność i wsparcie klientów do grupy dołączyła Mariko Shinoda, kelnerka z kawiarenki 48 CAFE, zostając członkinią 1.5 generacji. 1 lutego ukazał się debiutancki singel Sakura no hanabiratachi, a 7 czerwca – drugi singel Skirt, hirari. Dwa dni później AKB48 wystąpiły po raz pierwszy w programie telewizyjnym Music Station i Ongaku senshi.
Drugie przesłuchanie odbyło się 19 lutego we współpracy z firmą NTT DoCoMo. 26 lutego, spośród 11892 kandydatek, 19 przeszło końcowe przesłuchanie. Z wybranych dziewcząt 17 zadebiutowało jako Team K 1 kwietnia. 31 marca Yuki Usami została pierwszą osobą, która zakończyła członkostwo w grupie. W sierpniu zespół podpisał kontrakt z wytwórnią DefSTAR Records (spółką zależną Sony Music), pod którą w październiku ukazał się singel Aitakatta. 3–4 listopada AKB48 dały pierwszy koncert First Concert „Aitakatta ~Hashira wa nai ze!~” w Nippon Seinenkan, w Shinjuku.
Po trzecim przesłuchaniu, w grudniu, spośród 12828 kandydatek, 13 przeszło końcowy etap.

### 2007–2009:SET LIST ~Greatest Songs 2006–2007~
Drugi singel, Seifuku ga jama o suru, ukazał się 31 stycznia 2007 roku i 7 pozycję w rankingu Oricon Single Chart. 21 lutego podgrupa Hone-gumi from AKB48 wydała singel Hone Hone Waltz. 18 marca ukazał się singel Keibetsu shiteita aijō. 10 marca w Tokyo Kōsei Nenkin Kaikan rozpoczęła się trasa koncertowa Haru no chotto dake zenkoku Tour ~Madamada daze AKB48!~ (jap. 春のちょっとだけ全国ツアー 〜まだまだだぜAKB48!〜), która trwała do 1 kwietnia. 6 czerwca podgrupa Chocolove from AKB48 wydała singel Ashita wa ashita no kimi ga umareru, a 29 sierpnia – Mail no namida. Od lipca do października ukazały się single BINGO!, Boku no taiyō i Yūhi o miteiru ka?.
1 stycznia 2008 roku ukazała się pierwsza kompilacja SET LIST ~Greatest Songs 2006–2007~. 23 stycznia ukazał się singel Romance, irane. 27 lutego singel Sakura no hanabiratachi 2008 będący ponownym wydaniem pierwszego singla, do płyty dołączony był jeden z 44 plakatów, których zebranie miało dać możliwość do wzięcia udziału w specjalnym wydarzeniu Haru no saiten (jap. 春の祭典). Jednak promocja została anulowana przez DefSTAR jako sprzeczna z prawem antymonopolowym.
13 czerwca ukazał się singel cyfrowy Baby! Baby! Baby!. W czerwcu 2008 roku Akimoto ogłosił otworzenie siostrzanej grupy w Sakae, w Nagoi – SKE48. W sierpniu AKB48 przeniosła się z DefSTAR Records do You! Be Cool (podwytwórni King Records). 22 października ukazał się pierwszy singel pod nową wytwórnią – Ōgoe Diamond.
Kolejny singel, 10nen zakura, ukazał się 4 marca 2009 roku, zadebiutował na trzeciej pozycji listy Oricon Weekly Singles Chart. Był też pierwszym singlem, który sprzedał się w nakładzie ponad 100 tys. egzemplarzy. Dwunasty singel, Namida Surprise!, ukazał się 24 czerwca. Pierwsza edycja regularna zawierała dodatkowo kartę do głosowania na członkinie mające pojawić się w kolejnym singlu oraz bilet na „handshake event”. Singel Iiwake Maybe ukazał się 26 sierpnia. We wrześniu trzy single (10nen zakura, Namida Surprise!, Iiwake Maybe) zdobyły status złotej płyty wg RIAJ. Czternasty singel, RIVER, ukazał się 21 października. Został pierwszym singlem numer jeden zespołu zajmując 1. miejsce listy Oricon Weekly Singles Chart.

### 2010–2011:KamikyokutachiiKoko ni ita koto
Piętnasty singel, zatytułowany Sakura no shiori, ukazał się 17 lutego 2010 roku. 7 kwietnia ukazał się pierwszy album wydany pod wytwórnią King Records, Kamikyokutachi. Uplasował się na 1. miejscu listy Oricon Album Chart i zdobył status podwójnej platyny. 26 maja ukazał się singel Ponytail to shushu, w pierwszym tygodniu od premiery sprzedano ponad 513 tys. kopii. Pierwsza edycja regularna zawierała dodatkowo kartę do głosowania na członkinie mające pojawić się w kolejnym singlu.
27 kwietnia ogłoszono, że zespół będzie gościem honorowym podczas Anime Expo, największego konwentu anime w Stanach Zjednoczonych – grupa wystąpiła 1 lipca w Nokia Theatre. 10 lipca zapowiedziano powstanie siostrzanego projektu z siedzibą w Nanbie, w Osace – NMB48. 18 sierpnia ukazał się singel Heavy Rotation, a 27 października – Beginner; był to pierwszy singel, który zdobył status płyty milion wg RIAJ za sprzedaż ponad miliona egzemplarzy.
W listopadzie AKB48 brały udział w kilku wydarzeniach poza Japonią. 20 listopada dwanaście członkiń zespołu wystąpiło na japońskim festiwalu muzyki popowej w Moskwie. 8 grudnia ukazał się singel Chance no junban.
Pierwszym singlem wydanym w 2011 roku był Sakura no ki ni narō – ukazał się 16 lutego. 21 lutego zapowiedziano wydanie albumu Koko ni ita koto, który zawierał 11 nowych piosenek, miał ukazać się 6 kwietnia.
Z powodu trzęsienia ziemi i tsunami w Tōhoku grupa wstrzymała występy w teatrze AKB48 i odwołała niektóre z wydarzeń publicznych. AKB48 rozpoczęły projekt "Dareka no tame ni" (jap. 誰かのために), zbierając datki dla ofiar trzęsienia ziemi – zebrano na ten cel ponad 1,25 mld jenów. 15 marca AKB48 ogłosiły, że przekażą 500 mln jenów wraz z siostrzanymi projektami (SKE48, SDN48, NMB48) oraz współpracownikami AKS (firmy zarządzającej). Wydanie Koko ni ita koto zostało odłożone do 8 czerwca, a część przychodów ze sprzedaży albumu została przekazana na rzecz ofiar katastrof.
1 maja zapowiedziano powstanie kolejnej siostrzanej grupy – HKT48, z teatrem w Chūō, w Fukuoce. 25 maja ukazał się singel Everyday, Katyusha, do pierwszej edycji regularnej dołączono dodatkowo kartę do głosowania na członkinie mające pojawić się w kolejnym singlu. W sierpniu ukazał się Flying Get, a w październiku – Kaze wa fuiteiru. 11 września zapowiedziano powstanie pierwszego zagranicznego projektu z siedzibą w Dżakarcie – JKT48.
7 grudnia ukazał się singel Ue kara Mariko. Pod koniec 2011 roku AKB48 znalazły się na szczycie 7 z 16 rankingów Oriconu: całkowita sprzedaż artysty, sprzedaż singla wg liczby, sprzedaż singla wg dochodu, łączna sprzedaż singli artysty wg dochodu, sprzedaż płyty BD wg liczby, sprzedaż płyty BD wg dochodu, łączna sprzedaż BD artysty wg dochodu. Grupa ustanowiła też rekord dla największej liczby singli z certyfikatem Milion zdobytym w ciągu jednego roku, najlepiej sprzedającego się singla grupy żeńskiej i najlepiej zarabiającą grupę żeńską. AKB48 zdobyły „Grand Prix” podczas 53. Japan Record Awards za Flying Get.

### 2012–2013:1830m
27 stycznia 2012 roku miał swoją premierę film dokumentalny Documentary of AKB48: Show must go on shōjo-tachi wa kizutsuki nagara, yume o miru, zadebiutował na 7. miejscu zarabiając łącznie 3,98 mln dolarów. 15 lutego ukazał się singel GIVE ME FIVE!. Serial anime, AKB0048, został wyprodukowana przez Satelight, był emitowany od 29 kwietnia do 22 lipca. Serial został wyreżyserowany przez Yoshimasa Hiraike z producentem grupy Akimoto wspomagającym planowanie i nadzór. Dziewięć członkiń AKB48 i grup siostrzanych użyczyły głosu głównym bohaterkom, a także wykonały piosenki z czołówki i końcówki.
25 marca wieloletnia gwiazda, Atsuko Maeda, ogłosiła ukończenie członkostwa w grupie. AKB48 ogłosiły, że kończący koncert Maedy odbędzie się w Tokyo Dome; jej ostatni występ (i ceremonia ukończenia) miała miejsce 27 sierpnia w teatrze AKB48 i była transmitowana na żywo w serwisie YouTube.
26 marca AKB48 ogłosiły wybory do składu 27. singla Gingham Check. Spośród 243 kandydatek z grup AKB48, SKE48, NMB48 i HKT48, a karty do głosowania dołączono do 26. singla grupy – Manatsu no Sounds good!, który ukazał się 23 maja. Wybory odbyły się 6 czerwca w Nippon Budōkan, a wyniki zostały transmitowane na żywo. Yūko Ōshima zwyciężyła w wyborach, drugie i trzecie miejsce zajęły odpowiednio Mayu Watanabe i Yuki Kashiwagi.

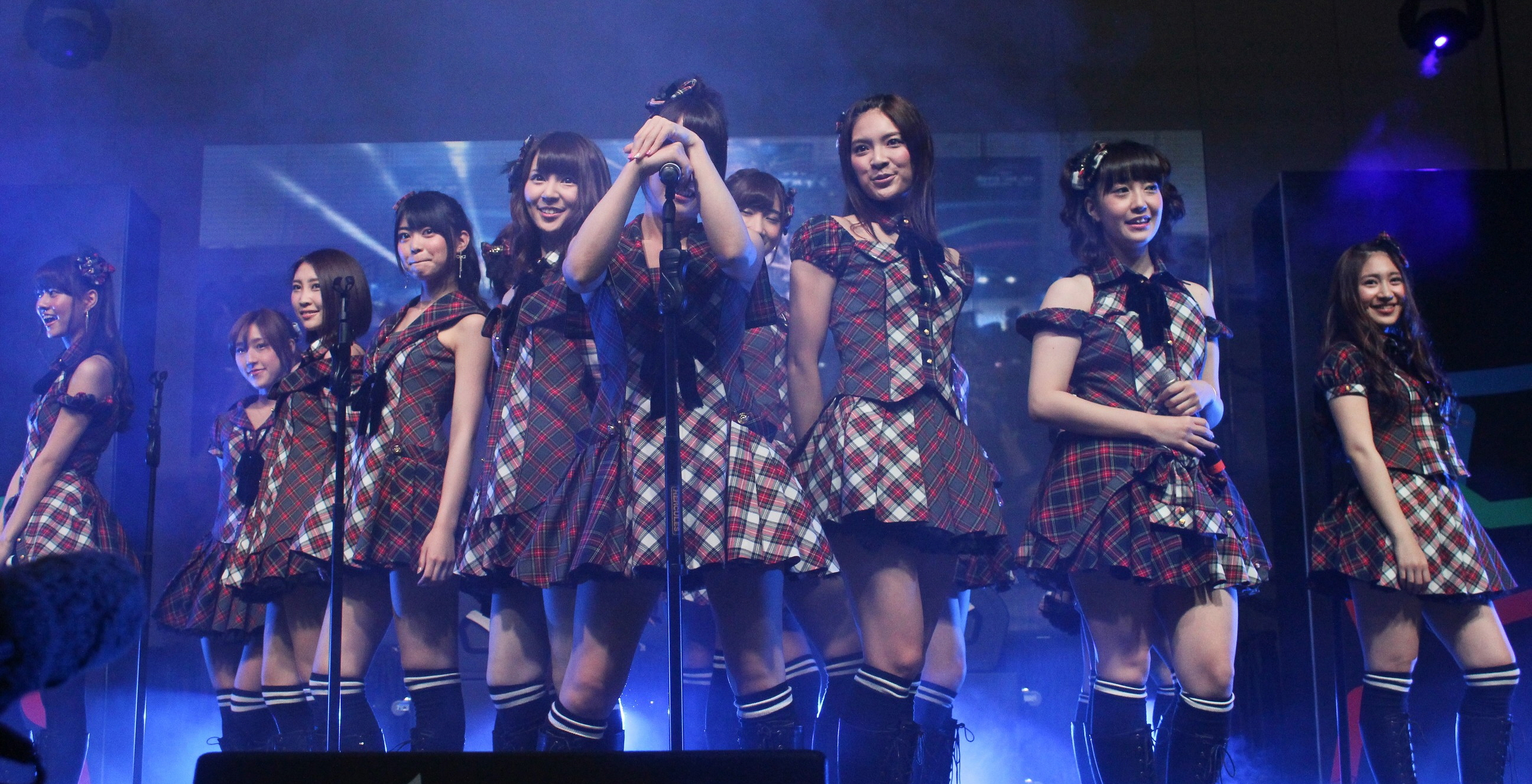
AKB48 w Singapurze w kwietniu 2014 roku

23 kwietnia AKB48 ogłosiła utworzenie kolejnej zagranicznej siostrzanej grupy – SNH48 z siedzibą w Szanghaju. 15 sierpnia ukazał się album 1830m. 24 sierpnia odbyła się reorganizacja zespołu AKB48; Team 4 został rozwiązany, a jego członkinie zostały przeniesione do pozostałych trzech zespołów. 31 października ukazał się singel UZA, a 5 grudnia – Eien Pressure.
AKB48 nagrały piosenkę Sugar Rush do filmu Disneya – Ralph Demolka. Grupa zdobyła „Grand Prix” podczas 54. Japan Record Awards za Manatsu no Sounds good!. Grupa była najlepiej zarabiającym artystą (ze sprzedaży) w Japonii w 2012 roku, z 19,098 mld jenów.
1 lutego 2013 roku ukazał się film dokumentalny DOCUMENTARY of AKB48 No flower without rain: Shōjo-tachi wa namida no ato ni nani o miru? (jap. DOCUMENTARY of AKB48 No flower without rain 少女たちは涙の後に何を見る？), który zadebiutował na 10. miejscu listy Japanese Box Office zarabiając łącznie 2 269 118. 20 lutego ukazał się trzydziesty singel So long!.
Singel Sayonara Crawl ukazał się 22 maja, sprzedał się w liczbie ponad 1,9 mln egzemplarzy. Do pierwszej edycji regularnej dołączono dodatkowo kartę do głosowania na członkinie mające pojawić się w kolejnym singlu. W głosowaniu wzięło udział 246 dziewczyn z AKB48 i jej siostrzanych grup i byłych członkiń, a zwyciężyła Rino Sashihara z HKT48. Podczas wydarzenia kapitan Teamu A, Mariko Shinoda (która zajęła piąte miejsce), zapowiedziała ukończenie członkostwa w zespole w lipcu.
21 sierpnia ukazał się singel Koisuru Fortune Cookie. 24 sierpnia przywrócono Team 4 z Minami Minegishi jako jej kapitan, w skład zespołu weszły członkinie Kenkyūsei z 13. i 14. generacji. 11 grudnia ukazał się 34. singel grupy. Pod koniec 2013 roku AKB48 znalazły się 2. miejscu rankingów Oriconu pod względem całkowitej sprzedaży artysty, z ponad 13,254 mln jenów.

### 2014:Tsugi no ashiato
22 stycznia 2014 roku ukazał się album Tsugi no ashiato, który sprzedał się w ilości ponad 950 tysięcy kopii. Singel Mae shika mukanee ukazał się 26 lutego.
23 stycznia AKB48 zapowiedziały plany utworzenia piątego zespołu, Team 8, w którego skład weszły członkinie, każda z innej z 47 prefektur Japonii. 24 stycznia odbyła się reorganizacja zespołu AKB48 Group Daisokaku Matsuri ~Jidai wa kawaru. Dakedo, bokuraha mae shika mukanee!~ (jap. ＡＫＢ４８グループ大組閣祭り～時代は変わる。 だけど、僕らは前しか向かねえ！～), przeniesione członkinie pochodziły z AKB48 i grup siostrzanych; miała miejsce w Zepp DiverCity Tokyo. 3 kwietnia przedstawiono pierwsze 47 członkiń Team 8. W przeciwieństwie do całej grupy, koncepcją zespołu są „idolki, które mogą spotkać się z tobą”; Team 8 współpracuje z firmą Toyota.
21 maja ukazał się 36. singel, Labrador Retriever, który pierwszego dnia sprzedał się w liczbie 146,2 mln egzemplarzy.
7 czerwca AKB48 odbyły się coroczne wybory do składu 37. singla Kokoro no Placard. Wybierano spośród 310 kandydatek z grup AKB48, SKE48, NMB48, HKT48 i zagranicznych, a karty do głosowania dołączono do 36. singla grupy. Wybory odbyły się w Ajinomoto Stadium. Mayu Watanabe zwyciężyła w wyborach, drugie i trzecie miejsce zajęły odpowiednio Rino Sashihara i Yuki Kashiwagi.
W sierpniu AKB48 zapowiedziały projekt „Baito AKB”, który pozwolił dziewczętom dołączyć do AKB48 na niepełny etat przez stronę Baitoru. 13 246 dziewczyn zgłosiło się do Baito AKB, a po kilku rundach selekcji 53 kandydatki zostały wybrane do podpisania pięciomiesięcznego kontraktu z ewentualnym trzymiesięcznym przedłużeniem w lutym 2015 roku. Po zakończeniu projektu 11 z nich wstąpiło do projektu AKB48 Group Draft Kaigi 2015, mając możliwość zostać członkiniami „Draft Members”. 26 listopada ukazał się singel Kibōteki Refrain.
8 grudnia długoletnia członkini i dyrektorka naczelna, Minami Takahashi, zapowiedziała odejście z zespołu. Na swoją zastępczynię poleciła kapitana Team 8 – Yui Yokoyama.

### 2015:Koko ga Rhodes da, koko de tobe!i0 to 1 no aida
21 stycznia 2015 roku ukazał się album Koko ga Rhodes da, koko de tobe!. 25 stycznia, podczas finału wydarzenia AKB48 Request Hour Setlist Best 1035 2015, zapowiedziano powstanie grupy NGT48. 4 marca ukazał się singel Green Flash. Zespół został pierwszą grupą, która sprzedała 20 kolejnych singli w liczbie miliona kopii. 26 marca Rina Kawaei ogłosiła ukończenie członkostwa w grupie w celu kontynuowania kariery aktorskiej.
10 maja AKB48 zostały zaproszone na coroczny festiwal Japan Day Festival w Nowym Jorku, był to drugi występ grupy w tym mieście od 2009 roku. W skład grupy reprezentującej AKB48 weszły: Rina Hirata, Ryōka Ōshima, Haruna Kojima, Tomu Mutō, Saho Iwatate i Rina Nozawa; wykonały pięć piosenek.
20 maja ukazał się singel Bokutachi wa tatakawanai.
6 czerwca ukazały się wyniki siódmych wyborów do składu 41. singla. Wydarzenie było transmitowane na żywo z Fukuoka Dome przez Fuji TV, odnotowano średnią oglądalność 18,8%, a najwyższą – 23,4%. Oddano 3,2 miliona głosów, a zwyciężczynią została po raz drugi Rino Sashihara, zdobywając 194 049 głosów. Singel Halloween Night ukazał się 26 sierpnia.
18 listopada ukazał się album 0 to 1 no aida.
25 października, podczas imprezy „handshake event” połączonej z rozdawaniem autografów w Pacific Yokohama, ogłoszono szczegóły wydania 42. singla i Request Hour 2016. Singel Kuchibiru ni Be My Baby został wydany 9 grudnia 2015 roku. Wraz z jego wydaniem łączna sprzedaż singli wyniosła ponad 36,158 mln sprzedanych egzemplarzy, co czyniło ich artystą z największą liczbą sprzedanych singli w Japonii, pokonując zespół rockowy B’z.

### 2016–2017:Thumbnail
24 stycznia 2016 roku, podczas ostatniego dnia Request Hour 2016 w Tokyo Dome City, AKB48 zaprezentowały piosenkę Kimi wa Melody, która ukazała się 9 marca 2016 roku na 43. singlu o tym samym tytule. Kimi Wa Melody to pierwszy singel, na którym wystąpiły absolwentki Atsuko Maeda, Yūko Ōshima, Mariko Shinoda i Tomomi Itano. W centrum składu piosenki wystąpiła Sakura Miyawaki.
W lutym Tajwanka, Ma Chia-ling, została dodana do grupy jako „Taiwan Kenkyūsei”. Została pierwszą zagraniczną członkinią zespołu.
1 czerwca 2016 roku grupa wydała 44. singel Tsubasa wa iranai, do którego dołączono karty do głosowania na Senbatsu Sōsenkyo. Wyniki wyborów zostały ogłoszone 18 czerwca na HARD OFF ECO Stadium w Niigata i przez stacje BS Sky TV Premium i Fuji TV – zwyciężyła Rino Sashihara z 243 011 głosami. Członkini pierwszej generacji, Haruna Kojima, oznajmiła, że zakończy członkostwo w zespole AKB48. Ceremonia odbyła się 22 lutego 2017 roku. 31 sierpnia 2016 roku grupa wydała 45. singel LOVE TRIP/Shiawase o wakenasai, był to jedyny singel nagrany z udziałem członkiń Yūka Hinode i Fuyuka Shigefuji zanim ukończyły program Baito AKB Paruru Selection.
3 października Haruka Shimazaki ogłosiła, że ukończyła członkostwo w AKB48 podczas telewizyjnej prezentacji handlowej Baitoru. 16 listopada grupa wydała 46. singel High Tension.
12 grudnia Mayu Watanabe, Rina Izuta i Saya Kawamoto zapowiedziały nową spółkę zależną grupy AKB48, znaną jako „AKB48 China”, podczas konferencji prasowej w Szanghaju i spotkania z fanami. W przeciwieństwie do siostrzanej grupy w Szanghaju SNH48, AKB48 Chiny będą działać jako pomost między Japonią a Chinami, przynosząc japońskie członkinie do nowego teatru AKB48 China.
25 stycznia 2017 roku grupa AKB48 wydała album Thumbnail.
15 marca 2017 roku grupa wydała 47 singel Shoot Sign, który był ostatnim singlem z udziałem Haruny Kojimy. 31 maja 2017 roku ukazał się 48. singel Negaigoto no mochigusare, do którego dołączone zostały karty do głosowania na AKB48 49th Single Senbatsu Sōsenkyo. Wybory odbyły się 17 czerwca w Okinawie, a zwyciężczynią została po raz czwarty Rino Sashihara. 30 sierpnia ukazał się 49. singel #sukinanda. 31 października odbył się koncert zakończeniowy Mayu Watanabe, a 25 listopada odbył się jej ostatni event handshake. W teatrze AKB48 wystąpiła po raz ostatni 26 grudnia 2017 roku.
22 listopada 2017 roku grupa wydała 50. singel 11-gatsu no Anklet.

### 2018–2020:Bokutachi wa, ano hi no yoake o shitteiru
21 stycznia odbyło się wydarzenie AKB48 Group 3rd Draft Kaigi, podczas którego spośród 72 finalistek zostały wybrane członkinie „Draft Members”.
24 stycznia ukazał się album Bokutachi wa, ano hi no yoake o shitteiru. 14 marca ukazał się 51. singel grupy, zatytułowany Ja-ba-ja, a 30 maja – singel Teacher Teacher.
Jurina Matsui zwyciężyła w 10. edycji AKB48 Single Senbatsu Sōsenkyo, z 194 453 głosami, zostając środkową 53. singla. W czerwcu 39 członkiń krajowych zespołów z AKB48 Group wzięło udział w południowokoreańskim programie Produce 48, w którym wyłoniono nową grupę idoli – IZ*ONE, która będzie aktywna przez dwa i pół roku. Krótko po Produce 48 Stone Music Entertainment i Genie Music podpisały umowę z King Records i AKS zostając oficjalnymi dystrybutorami singli zespołu AKB48 w Korei Południowej. 19 września ukazał się singel Sentimental Train, a 28 listopada – NO WAY MAN.
4 lutego 2019 roku ogłoszono, że 55. singel zespołu – Jiwaru DAYS –  zostanie wydany 13 marca. Rino Sashihara pełniła rolę centralnego wykonawcy i był to jej ostatni singel z AKB48 przed ukończeniem członkostwa w grupie.
Po ataku na członkinię grupy NGT48, Maho Yamaguchi, kierownictwo AKB48 spotkało się z ostrą krytyką publiczną. Rok 2019 przyniósł kilka poważnych zmian dla grupy, ponieważ AKBingo i AKB48 Show! – dwa programy telewizyjne z udziałem grupy, zostały ostatecznie zakończone. AKB48 Cafe and Shop z siedzibą w Akihabarze został zamknięty po ośmiu latach działalności. W 2019 roku nie zorganizowano dwóch z trzech corocznych wydarzeń, w tym również wybory ogólne, a także po raz pierwszy w historii grupy wydano tylko dwa single w ciągu roku. Rok 2020 rozpoczął się od ogłoszenia planów znaczącej zmiany struktur zarządzania grupą, tak by poszczególne firmy niezależnie zarządzały każdą z japońskich grup z AKB48 Group. 18 marca 2020 roku grupa wydała 57. singel „Shitsuren, arigatō”.
W kwietniu 2020 roku, w odpowiedzi na pandemię COVID-19 i związany z nią nakaz pozostania w domu, grupa rozpoczęła projekt OUC48, nazwany od japońskiego słowa „dom” (o-uchi (jap. お家)), w ramach którego członkinie za pomocą grupowego czatu wideo dawały regularne przedstawienia sceniczne z własnych domów, które były transmitowane na żywo przez YouTube. Ten projekt był rozwinięciem wcześniejszego montażu wideo 103 członkiń śpiewających „365-nichi no kami hikōki” z własnych domów, osobiście zmontowanego w jeden film przez dyrektorkę generalną Mion Mukaichi.

## Członkinie
Z dniem 19 sierpnia 2020 grupa składała się z 105 członkiń podzielonych na kilka zespołów: Team A z 19 członkami (+2 Draft), Team K z 19 członkami (+2 Draft), Team B z 21 członkami, Team 4 z 23 członkami (+4 Draft), Team 8 z 45 członkami. Kilka członkiń należy też do przynajmniej dwóch zespołów AKB48 (tzw. Kennin (jap. 兼任)). Członkinie Kenkyūsei (jap. 研究生; ang. understudy member) są osobną grupą dziewczyn, które nie zostały awansowane do oficjalnych zespołów, z wyjątkiem członków projektu (8 członkiń). „Draft Members” (jap. ドラフト会議) to członkinie wybrane przez publiczne przesłuchanie, w którym liczba wstępnie wybranych kandydatek miała szansę zostać wcielonych do zespołu przez grupę przedstawicielek zespołów.
Zespoły: Team A, Team K, Team B, Team 4, Team 8 oraz Kenkyūsei.

## Dyskografia
Albumy
- SET LIST ~Greatest Songs 2006–2007~ (2008)
- Kamikyokutachi (2010)
- SET LIST ~Greatest Songs~ Kanzenban (2010)
- Koko ni ita koto (2011)
- 1830m (2012)
- Tsugi no ashiato (2014)
- Koko ga Rhodes da, koko de tobe! (2015)
- 0 to 1 no aida (2015)
- Thumbnail (2017)
- Bokutachi wa, ano hi no yoake o shitteiru (2018)

## Grupy siostrzane
Koncepcja AKB48 została również zastosowana w innych miastach w Japonii i Azji, poprzez utworzenie tzw. grup siostrzanych (jap. 姉妹グループ Shimai gurūpu), z których każda ma własny teatr i wydaje własne płyty, okazjonalnie występując razem z AKB48; wszystkie grupy określane są jako „AKB48 Group” lub „48 Group”.
W Japonii istnieją takie grupy jak SKE48 (Sakae, Nagoja), NMB48 (Namba, Osaka), HKT48 (Hakata, Fukuoka), NGT48 (Niigata), STU48 (Setouchi i wybrzeże Morza Wewnętrznego – ich teatr znajduje się na statku). SDN48 była aktywna od 2010 do 2012 roku i składała się z dziewczyn w wieku powyżej 20 lat. W Azji, poza Japonią, funkcjonują takie grupy jak SNH48 (Szanghaj), JKT48 (Dżakarta), BNK48 (Bangkok), TPE48 (Tajpej), MNL48 (Manila), AKB48 Team TP (wcześniej TPE48, Tajwan) oraz AKB48 Team SH (Chiny). Oprócz grup siostrzanych AKB48 powstały także „rywalizujące grupy”: m.in. Nogizaka46 (z Sakamichi Series).
9 czerwca 2016 roku AKB48 zawiesiło partnerstwo z SNH48 ze względu na naruszenie kontraktu, czyniąc grupę niezależnym zespołem.

## Coroczne wydarzenia

### Request Hour
Request Hour (jap. リクエストアワー) – coroczne wydarzenie, podczas którego AKB48 wykonują listę piosenek wybranych przez fanów. Wydarzenie organizowane jest także przez projekty siostrzane (krajowe i zagraniczne). Pierwsze AKB48 Request Hour miało miejsce w Shibuya-AX i trwało od 21 do 24 stycznia 2008 roku, podczas którego zespół wykonał 100 utworów.
Piosenki nr 1
- 2008: „Sakura no hanabiratachi”
- 2009: „Shonichi” (jap. 初日)
- 2010: „Iiwake Maybe”
- 2011–2012: „Heavy Rotation”
- 2013: „Hashire! Penguin”
- 2014: „Seijun Philosophy”
- 2015: „Suzukake no ki no michi de „Kimi no hohoemi o yume ni miru” to itte shimattara bokutachi no kankei wa dō kawatte shimau no ka, bokunari ni nannichi ka kangaeta ue de no yaya kihazukashii ketsuron no yō na mono”[102]
- 2016: „Akai Pin Heel to Professor” (Tandoku (jap. 単独)), „Kiseki wa ma ni awanai” (jap. 奇跡は間に合わない) (Group (jap. グループ))[103]
- 2017: „Max toki 315go”[104]
- 2018: „Sekai wa doko made aozora na no ka?”
- 2019: „47 no suteki na machi e”
- 2020: „Romantic byō”
- 2021: „Dear my teacher”

### Janken Taikai
AKB48 Group Janken Taikai (jap. AKB48グループじゃんけん大会) – coroczne wydarzenie, podczas którego członkinie grup 48 konkurują ze sobą w grze papier, kamień, nożyce (jap. じゃんけん Janken). Zwyciężczyni zostaje środkową składu kolejnego singla. Kolejną rzeczą, na którą fani tego wydarzenia oczekują, jest możliwość zobaczenia członkiń przebranych w dowolne stroje własnego wyboru. Turniej przyciąga uwagę różnych mediów dzięki programom telewizyjnym i czasopismom z udziałem dziewcząt w wybranych przez siebie strojach. Pierwszy turniej został przeprowadzony 21 września 2010 roku, a jego zwyciężczynią była Mayumi Uchida.

### AKB48 Single Senbatsu Sōsenkyo
AKB48 Single Senbatsu Sōsenkyo (jap. AKB48 シングル選抜総選挙) – doroczne wybory składu członkiń do singla (tzw. senbatsu (jap. 選抜)) zespołu AKB48. Jest to jedna z większych i popularniejszych imprez grup 48. Pierwsze wybory zostały przeprowadzone 8 lipca 2009 roku.
Jest to rodzaj głosowania na najpopularniejszą członkinię z krajowych grup 48, wybory odbywają się co roku latem od 2009 roku. Głosy można oddać m.in. dzięki karcie do głosowania dołączonej do singla wydanego przed wyborami lub będąc członkiem fanklubu.
16 czerwca 2018 roku odbyły się AKB48 Sekai Senbatsu Sōsenkyo (jap. AKB48世界選抜総選挙), w głosowaniu wzięły udział także członkinie zagranicznych grup siostrzanych.
Wyniki wyborów
| #   | Rok  | Turniej | Miejsce                                    | Zwyciężczyni (liczba głosów) | Singel                         |
| --- | ---- | --- | ------------------------------------------ | ---------------------------- | ------------------------------ |
| 1.  | 2009 | AKB48 13th Single Senbatsu Sōsenkyo „Kamisama ni chikatte gachi desu” (jap. AKB48 13thシングル選抜総選挙「神様に誓ってガチです」)                | Akasaka Blitz                              | Atsuko Maeda (3630)          | Iiwake Maybe                   |
| 2.  | 2010 | AKB48 17th Single Senbatsu Sōsenkyo „Kāsan ni chikatte, gachi desu” (jap. AKB48 17thシングル選抜総選挙「母さんに誓って、ガチです」)              | JCB Hall                                   | Yūko Ōshima (31448)          | Heavy Rotation                 |
| 3.  | 2011 | AKB48 22nd Single Senbatsu Sōsenkyo „Kotoshi mo gachi desu” (jap. AKB48 22ndシングル選抜総選挙「今年もガチです」)                                | Nippon Budōkan                             | Atsuko Maeda (139892)        | Flying Get                     |
| 4.  | 2012 | AKB48 27th Single Senbatsu Sōsenkyo ~Fan ga erabu 64giseki~ (jap. AKB48 27thシングル選抜総選挙〜ファンが選ぶ64議席〜)                            | Nippon Budōkan                             | Yūko Ōshima (108837)         | Gingham Check                  |
| 5.  | 2013 | AKB48 32nd Single Senbatsu Sōsenkyo ~Yume wa hitori ja mirarenai~ (jap. AKB48 32ndシングル選抜総選挙〜夢は一人じゃ見られない〜)                  | Stadion Nissan                             | Rino Sashihara (150570)      | Koisuru Fortune Cookie         |
| 6.  | 2014 | AKB48 32nd Single Senbatsu Sōsenkyo: Yume no genzaichi ~Rival wa dokoda?~ (jap. AKB48 37thシングル選抜総選挙 夢の現在地〜ライバルはどこだ?〜)    | Ajinomoto Stadium                          | Mayu Watanabe (159854)       | Kokoro no Placard              |
| 7.  | 2015 | AKB48 41st Single Senbatsu Sōsenkyo ~Juni yosō fukanō, ōare no ichiya~ (jap. AKB48 41stシングル選抜総選挙〜順位予想不可能、大荒れの一夜〜)       | Fukuoka Yahoo Dome                         | Rino Sashihara (194049)      | Halloween Night                |
| 8.  | 2016 | AKB48 45th Single Senbatsu Sōsenkyo ~Bokutachi wa dare ni tsuiteikeba ii?~ (jap. AKB48 45thシングル選抜総選挙〜僕たちは誰について行けばいい?〜)  | HARD OFF ECO Stadium Niigata               | Rino Sashihara (243011)      | LOVE TRIP/Shiawase o wakenasai |
| 9.  | 2017 | AKB48 49th Single Senbatsu Sōsenkyo ~Mazuwa tatakaou! Hanashi wa sore karada~ (jap. AKB48 49thシングル選抜総選挙〜まずは戦おう!話はそれからだ〜) | Tomigusuku Shiritsu Chūō Kōminkan Dai Hall | Rino Sashihara (246376)      | #sukinanda                     |
| 10. | 2018 | AKB48 53rd Single Sekai Senbatsu Sōsenkyo ~Sekai no Center wa dare da?~ (jap. AKB48 53rdシングル 世界選抜総選挙 〜世界のセンターは誰だ？〜)      | Tomigusuku Shiritsu Chūō Kōminkan Dai Hall | Jurina Matsui (194453)       | Sentimental Train              |